# Sankt Klara Kloster (Stockholm)
 Der er flere lokaliteter med dette navn, se Sankt Clara Kloster (flertydig).
Sankt Klara Kloster var et middelalderligt svensk nonnekloster inden for Clarisserordenen i Stockholm, der lå der hvor Klara Kirke ligger i dag. Før reformationen var det ét af Stockholms tre klostre og det eneste kloster for nonner. Det var i brug fra 1289 til 1527.

## Grundlæggelse
Den svenske konge Magnus Ladulås grundlagde klosteret i begyndelsen af 1280'erne. På grund af Magnus Ladulås' generøse donationer fik nonneklosteret adgang til jord langt ud over bygrænsen på (Stadsholmen). I 1286 forærede han klosteret den jord, som det skulle ligge på, og skænkede det flere eksterne klosterejendomme i 1288, der skulle øge dets indtægter, bl.a. Rörstrand, Karlberg og Djurgården med tilhørende rettigheder til fiskefangst. Han fik desuden vejen til Uppsala omlagt, så de rejsende ikke forstyrrede klosterlivet.
Ved grundlæggelsen i 1289, fik Magnus Ladulås sin seksårige datter Rikissa Magnusdotter anbragt i klostret, og hun opnåede i 1335 at blive udnævnt til ny abbedisse og styre klosteret frem til (mindst) 1347. Rikissa var den tredje abbedisse blandt de 20 mest kendte. I 1376 blev Ingeborg Nilsdotter Vasa (datter af Nils Kettilsson) leder af klostret, og var sandsynligvis abbedisse frem til 1408. Et andet berømt medlem af klosteret var Ingeborg Knutsdotter, tidligere gift med prins Erik Valdemarsson, som kom ind i ordenen i 1333.

## Klostertiden
Beboerne på Sankt Klara Kloster fik aldrig lov til at opholde sig uden for klosterets gitterporte. Klosterets omfattende forretningsaktiviteter forvaltedes derfor af sysselmanden, der blev valgt af abbedissen og agerede med dennes fuldmagt. De, der bosatte sig i huse på klosterets jorde, modtog byprivilegier som borgere. Nonnerne på Klara Kloster havde et samarbejde med munkene på Gråmunkeholmen, der tjente som deres skriftefædre og førte tilsyn med nonneklosteret. Samtidig eksisterede en ældre konflikt med munkene om Norrmalms sand og ler, der blev brugt til mørtel på begge klostre.
Kong Magnus Eriksson gav Klara Kloster frelseret og tog i 1347 klosteret under sin personlige beskyttelse og forbød fogederne at krænke frelseretten. I 1358 blev klosteret fritaget fra al skat, selv ved de lejligheder, hvor der blev udstedt generel beskatning. I 1366 fik klosterets underordnede også dette privilegium. I 1365 klagede abbedissen Christina til kongen over, at dennes fogeder og riddere og væbnere rykkede "frem som glubske ulve blandt menige lam" mod klosteret og dets godser, hvilket fik kongen til i 1365 at udnævne marsken Karl Ulfsson til klosterets stedfortræder og beskytter for at forsvare dets privilegier.
Klara Kloster havde et godt ry, og 1300-tallet beskrives som stedets storhedstid, og klosteret modtog mange donationer og tjente som jomfrukloster for højadelen. Frem til 1450 drev klosteret desuden lånevirksomhed mod pant. I 1495 forberedte Sten Sture den ældre et krigstogt mod russerne i Finland. Ærkebiskop Jakob Ulfsson krævede i dén forbindelse at få udleveret de skatte, der blev opbevaret i Uppsala bl.a. Sankt Eriks banner (Sveriges skytshelgen i krig og fred), som derefter blev transporteret fra Uppsala til Klara Klosterkirke og opsat under en stor ceremoni. Det var også i Klara Klosterkirke, at danske Kong Hans aflagde sin kongelige ed i 1497.
I løbet af 1400-tallet synes klosteret at have lidt under en forringet økonomi, bl.a. på grund af brande i 1406 og 1446, og især efter den anden brand gik klosteret ind i recession og kom sig aldrig rigtigt igen. Efter år 1450 bestod klosterets nye nonner i stigende grad af stockholmske kvinder med borgerlig baggrund, hvilket betød at adelen ikke længere ville donere jorde til klosteret. Klosteret indstillede sin udlånsvirksomhed og sit køb af godser i løbet af 1400-tallet.
I 1508 var Klara Kloster så fattigt, at abbedissen appellerede til byens borgerskab om økonomisk hjælp. Ærkebiskoppen forklarede Stockholms byråd, at nonnerne ville bede for alle, der gav dem bidrag. Hjælpen synes ikke at have været tilstrækkelig, og abbedissen søgte om hjælp fra paven, der gav klosteret visse privilegier. I 1515 brændte klosteret igen, og i 1521 blev tropper stationeret omkring klosteret, hvilket forårsagede en del hærværk. I 1523 blev klosteret tvunget til at afskedige sin skriftefader Mårten Johansson af økonomiske årsager, fordi nonnerne "var i så voldsom nød og fare, at de ikke kunne forsvare deres eget liv og helbred".
Under Gustav Vasas oprør mod Danmark blev det daværende danskstyrede Stockholm udsat for en belejring af svenskerne.

## Nedlukningen af klosteret
Sankt Klara Kloster blev delvist nedlagt på grund af abbedissen Anna Leuhusens danskvenlige holdning under krigen. Ved Västerås riksdag i 1527 besluttede man at:
"store klostre [som ligger i malmområdet uden for Stockholm] der bebos af få mennesker idet flertallet af klosterbesætningen bor i byen, skal- når en fejde finder sted, og fjenden vil søge dækning, -nedbrydes og murstenene bruges til bymurene, og at boliger efter nonnernes behov skal skaffes i byen, hvor de kan blive og afholde deres kirketjeneste uden dog at blive tvunget til det."
Klosteret blev revet ned under Gustav Vasas "reduktion" i 1527, og stenene blev anvendt til at forstærke Stockholms bymure, herunder formentlig Birger jarls tårn. I overensstemmelse med de andre klostre i Sverige fik nonnerne nu tilladelse til at forlade klosteret, hvis de ønskede det, gifte sig hvis de ønskede det eller forblive i klosteret.
Efter at have flyttet Gråbrødrene væk fra Riddarholmen lod Vasa nonnerne fra Klara flytte ind i den forladte klosterbygning. Da bygningen blev omdannet til hospital i 1531, skulle alle nonner, der ikke selv var gamle og syge, arbejde som paramedicinere. Nonnerne levede videre i Gråmunkeklosteret frem til Johan 3.s tid og fortsatte med at opretholde deres egen orden under en abbedisse. Klosteret nævnes afslutningsvis i 1573, og én af de sidste nonner, Edelina, siges at være død på Danvik Hospital samme år.
I forbindelse med udgravningsarbejdet i 1908 til Klara folkskola i Duvan-kvarteret dukkede en række kælderhvælvinger op, der engang tilhørte Klara Kloster.

## Klosterforstandere
Man kender navnet på tyve af abbedisserne på Sankt Klara Kloster. Dens sidste abbedisse på det fysiske kloster, var Elin Thomasdatter. Efter nedrivningen fortsatte nonnerne med at bo under den samme orden til begyndelsen af 1570'erne.
1. Ingeborg Thörnesdotter (Hjorthorn) (1314) [7][8]
2. Gertrud (1322)
3. Helvig (1335)
4. Rikissa Magnusdotter (ca. 1336–1348)
5. Gertrud (1349–1355) [9]
6. Brita/Birgitta (cirka 1364–1366) [10]
7. Kristina (1372) [11]
8. Märta Nilsdotter (1387) [12]
9. Ingeborg, muligvis identisk med Ingeborg Nilsdotter (Vasa), (1408) [13]
10. Birgitta Magnusdotter (ca. fra 1430–1453) [14]
11. Ramfrid Petri (1480)
12. Anna Leuhusen (ca. 1508–1525)
13. Elin Thomasdotter (ca. 1525–1527) [15]

## Billeder
- Middelalderlig altertavle sandsynligvis oprindeligt fundet i Sankt Klara Kloster, der viser Clara, Hortolana og Agnes af Assisi.
- Klosterets segl.
- Klara Kloster afbildet på Blodbadsplanchen fra 1524.
- Clarissa i klosterdragt.